# 에꼴 뒤카스
프랑스에 위치한 에꼴 뒤카스 보관됨 2020-10-31 - 웨이백 머신(École Ducasse)는 요리&제과제빵 학교이다.
프랑스 쉐프인 알랭 뒤카스(Alain Ducasse)가 1999년 요리 및 제과제빵 교육기관으로서 설립한 학교이다.
현재 호텔 경영 교육 그룹인 Sommet Education의 일원으로 파트너십을 맺고 있다.

## 에꼴 뒤카스 캠퍼스
에꼴 뒤카스(École Ducasse)의 캠퍼스는 2곳에 위치해 있다. 본교는 프랑스 파리 외곽 지역인 뫼동(Meudon)에 있으며, 파티쉐 관련 학과는 프랑스 오트루아르(Haute-Loire)주의 이생조(Yssingeaux) 지역에 위치해 있다.

### 에꼴 뒤카스( École Ducasse)의 파리 캠퍼스
프랑스 파리 중심부에서 10 km 떨어진 외곽 지역인 뫼동(Meudon)에 위치해 있다. 캠퍼스 크기는 약 5,000m2이다.
에꼴 뒤카스 파리 캠퍼스에서는 요리 입문 트레이닝 스킬, 전문 요리 트레이닝 코스, 제과제빵 과정 등을 학생들에게 제공하고 있다.
캠퍼스에 외부인에게 오픈된 레스토랑 2곳이 있는 것이 특징이다.

### 에꼴 뒤카스 국립 파티쉐 학교(The École Nationale Supérieure de Pâtisserie)
프랑스 오트루아르(Haute-Loire)주의 이생조(Yssingeaux) 지역에 위치해 있습니다. 1984년에 설립되었다.
제과제빵, 초콜릿, 제빙류 기술로 유명한 교육기관이다.
웅장한 몽뜨바흐니에 성(Château de Montbarnier)이 학교 건물로 캠퍼스에 있다.